# Ronan Keating
Ronan Patrick John Keating (Dublino, 3 marzo 1977) è un cantante e conduttore televisivo irlandese.

## Biografia
Figlio di un camionista, Gerry, e di una parrucchiera, Marie, Ronan è l'ultimogenito di cinque figli. Ha infatti tre fratelli ed una sorella: Ciaran, Gerard, Gary e Linda. È cresciuto nel quartiere dublinese di Bayside e si è diplomato alla St. Fintan's High School.
Nel 1993 si presenta con altre 300 persone al provino per entrare nella band che si sarebbe poi chiamata Boyzone. Viene selezionato insieme ad altri quattro ragazzi e dal 1994 al 2000, con i Boyzone, vende 27 milioni di dischi.
Nel 1997 presenta, insieme a Carrie Crowley, l'Eurovision Song Contest di quell'anno. L'esordio da solista avviene nel 1999 con l'uscita del singolo When You Say Nothing at All tratto dalla colonna sonora del film Notting Hill: il brano raggiunse la vetta in Gran Bretagna ed in mezza Europa, ed ancora oggi è la canzone simbolo del cantautore irlandese. A seguito del successo di When You Say Nothing at All nel 2000 si separa dalla band e pubblica il suo primo album solista Ronan. Il disco, trainato dai singoli Life Is A Rollercoaster (n. 1), The Way You Make Me Feel (n. 6) e Lovin' Each Day (n. 2) - il primo e il terzo scritti da Gregg Alexander dei New Radicals - raggiunge la vetta in Gran Bretagna ed in mezza Europa e vende 6 milioni di copie in tutto il mondo.
Nel 2002 pubblica il secondo album Destination. Trainato dai singoli If Tomorrow Never Comes (n. 1), I Love It When We Do (n. 5) e We've Got Tonight (n. 4), il disco raggiunge la numero 1 in Inghilterra e vende più di 4 milioni di copie.
Nel 2003 esce il suo terzo album Turn It On: nonostante il buon successo dei singoli estratti, cioè The Long Goodbye (n. 3), Lost For Words (n. 9), She Believes (In Me) (n. 2) e Last Thing On My Mind (n. 5), il disco non replica i dati di vendita dei precedenti lavori arrivando a stento ad un milione di copie vendute e fermandosi al 21º posto nella classifica britannica.
Nel 2004 pubblica 10 Years of Hits, raccolta dei suoi principali successi. Il disco, trainato dai singoli I Hope You Dance (n. 2) e Father And Son (n. 2), raggiunge la numero uno in Gran Bretagna e vende 3 milioni e mezzo di copie in tutto il mondo.
Sempre nel 2004 si esibisce con Zucchero Fornaciari presso la Royal Albert Hall come ospite del concerto Zu & Co live at the Royal Albert Hall, cantando in duetto la canzone dello stesso Zucchero Il Volo. I due si conoscevano da tempo.
Il 2006 vede la pubblicazione del suo quarto album solista intitolato Bring You Home. Il disco, anticipato dai singoli All Over Again (n. 6) e Iris (cover della celebre hit dei Goo Goo Dolls e n. 3 in Inghilterra), debutta al terzo posto in Gran Bretagna e supera i due milioni e mezzo di copie vendute.
Nel 2007 si è riunito con i Boyzone, con i quali aveva iniziato la sua carriera: frutto della reunion è prima una trionfale tournée nel 2008, poi la pubblicazione nello stesso anno di un greatest hits intitolato Back Again... No Matter What che raggiunge la quarta posizione degli album più venduti in Inghilterra ed infine l'uscita nel 2010 di un nuovo album dal titolo Brother, così chiamato in memoria di Stephen Gately, uno dei membri storici del gruppo prematuramente scomparso per un edema polmonare. L'album entra direttamente al primo posto della classifica inglese.
Nel marzo del 2009 Keating pubblica il suo quinto album solista Songs for My Mother, interamente dedicato alla madre scomparsa. L'album arriva al primo posto della classifica inglese. A novembre dello stesso anno esce il sesto album dal titolo Winter songs che raggiunge la sedicesima posizione della classifica inglese.
Nel 2011 esce il nuovo album When Ronan Met Burt, frutto di una collaborazione con il compositore statunitense Burt Bacharach, il quale contiene dieci suoi famosi brani reinterpretati da Keating con un'orchestra dal vivo di 40 elementi e registrato presso il leggendario Capitol Recording Studio di Los Angeles. L'album ottiene un buon riscontro di vendite arrivando alla posizione n. 3 della classifica britannica.
Nel 2014 interpreta Guy nella produzione londinese del musical Once.
Il 12 febbraio 2016 pubblica l'album Time of My Life. Nello stesso, durante una tappa del tour a Edimburgo duetta per la prima volta con il rapper italiano J-Ax.

## Discografia

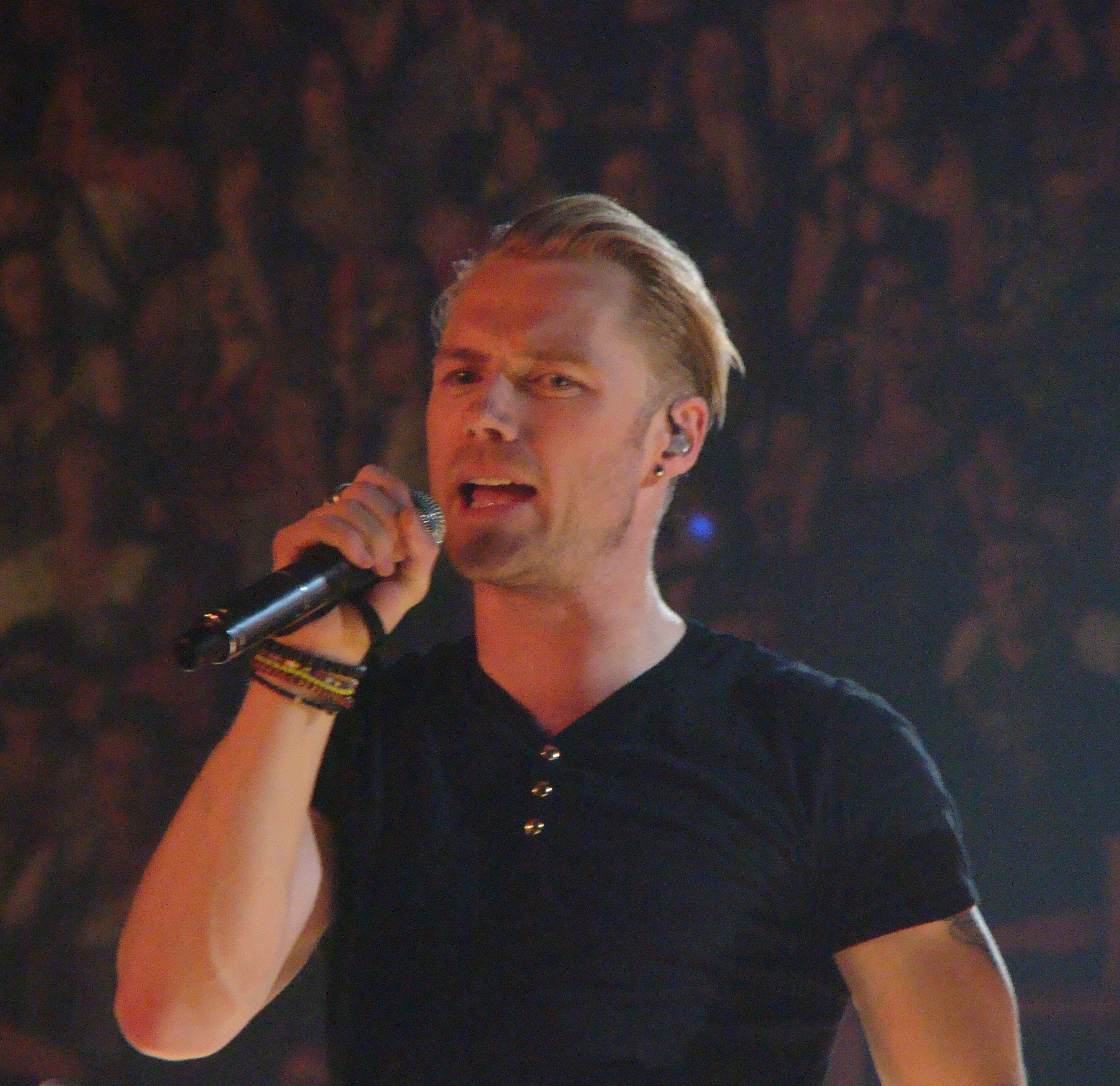
Ronan Keating nel 2009

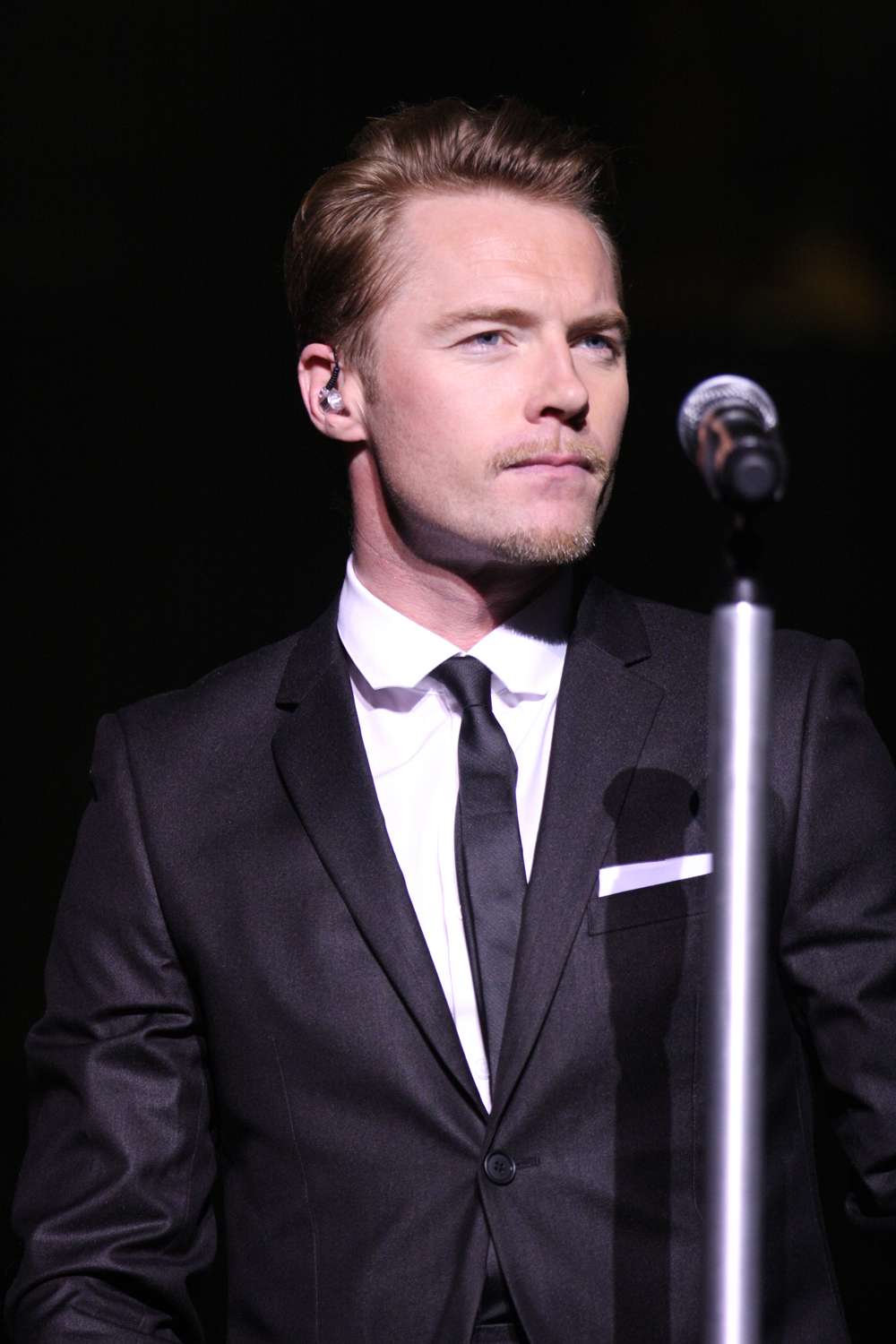
Ronan Keating nel 2012

### Album in studio
- 2000 – Ronan
- 2002 – Destination
- 2003 – Turn It On
- 2006 – Bring You Home
- 2009 – Songs for My Mother
- 2009 – Winter Songs
- 2010 – Duets
- 2011 – When Ronan Met Burt
- 2012 – Fires
- 2016 - Time Of My Life
- 2020 - Twenty Twenty
- 2021 - Songs from Home

### Raccolte
- 2004 – 10 Years of Hits

### Singoli
- 1999 – When You Say Nothing at All
- 2000 – Life Is A Rollercoaster
- 2000 – The Way You Make Me Feel
- 2000 – In This Life (solo in Irlanda)
- 2001 – Lovin' Each Day
- 2002 – If Tomorrow Never Comes
- 2002 – I Love It When We Do
- 2002 – We've Got Tonight (registrato in duetto sia con Lulu sia con  Giorgia[3])
- 2002 – Je T'aime Plus Que Tout (con Cécilia Cara)
- 2003 – The Long Goodbye
- 2003 – Lost For Words
- 2004 – She Believes (In Me)
- 2004 – Last Thing on My Mind (con LeAnn Rimes)
- 2004 – I Hope You Dance
- 2004 – Father and Son (con Yusuf Islam)
- 2006 – All Over Again (con Kate Rusby)
- 2006 – Iris
- 2006 – This I Promise You
- 2009 – Time After Time
- 2009 – This Is Your Song
- 2009 – Stay (solo download)
- 2009 – It's Only Christmas (con Kate Ceberano e Hayley Westenra)
- 2010 – Believe Again (con Paulini)
- 2011 – What The World Needs Now
- 2011 – Arthur's theme
- 2012 – Fires
- 2012 – Wasted Light
- 2016 – Let Me Love You
- 2016 - Breathe
- 2016 - As Long As We're in Love
- 2016 - In Your Arms
- 2016 - Summer Wonderland
- 2020 - One of a Kind (con Emeli Sandé)
- 2020 - Little Thing Called Love
- 2020 - Love Will Remain (con Clare Bowen)
- 2020 - The One (Christmas version) (con Nina Nesbitt)
- 2021 - Forever and Ever, Amen (con Shania Twain)
- 2021 - Forever Ain't Enough
- 2021 - The Blower's Daughter
- 2021 - Heyday
- 2021 - The Parting Glass (Christmas version)